# Konopí
Konopí (Cannabis) je rod jednoletých bylin z čeledi konopovitých.

## Popis

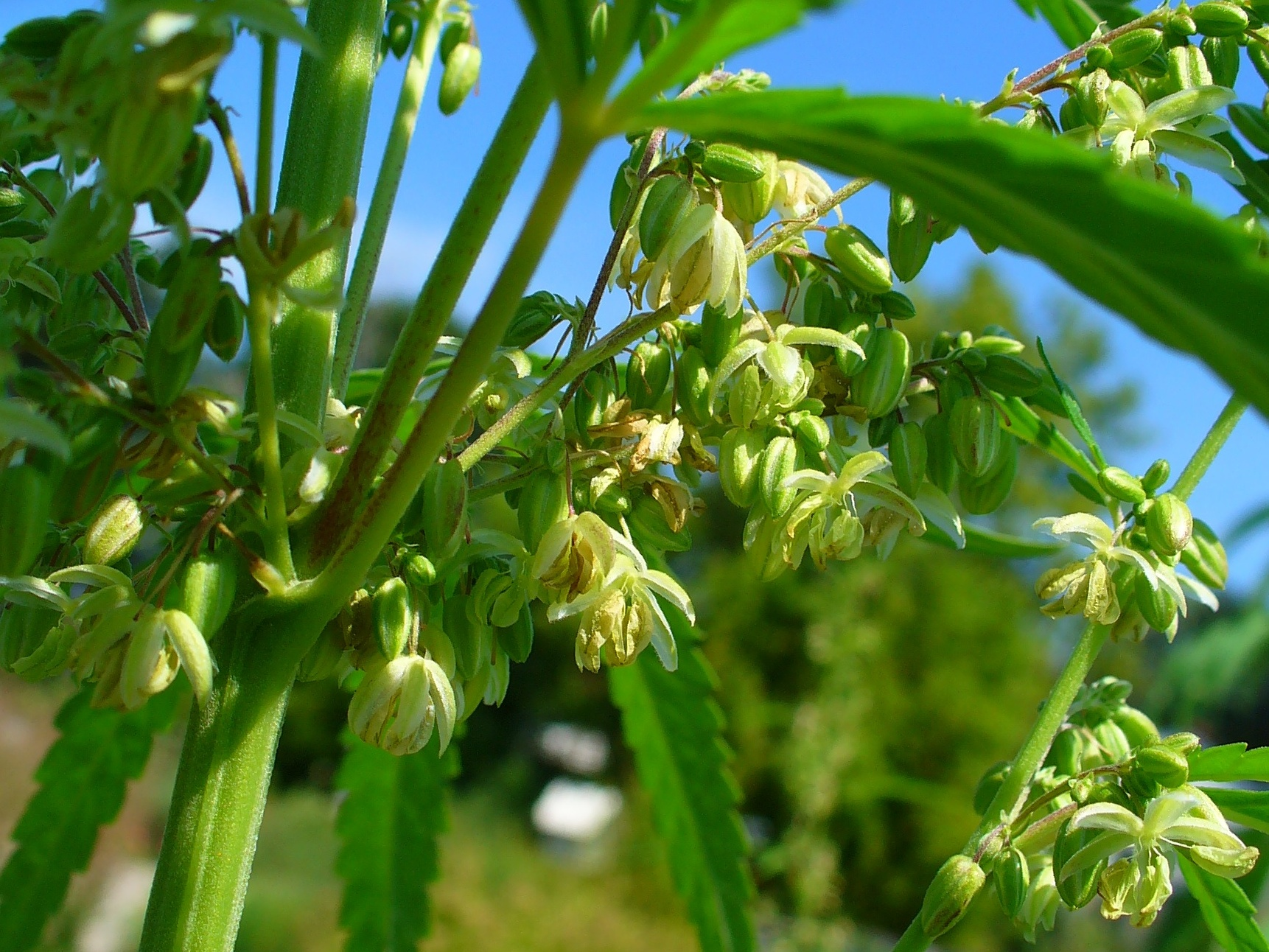
Kvetoucí samčí rostlina konopí setého (Cannabis sativa)

Jsou to dvoudomé byliny se vzpřímenými lodyhami, samičí rostliny bývají nižší než samčí, které jsou štíhlejší a dozrávají asi o měsíc dříve. Lodyhy jsou vysoké okolo 2 až 3 metrů a jsou v horní části větvené. Listy jsou dlanitě složené, 3 až 9 četné se zubatými čárkovitými žilnatými lístky. stopkaté samčí květy jsou uspořádány do lat, samičí úžlabní květy jsou přisedlé. Jsou to rostliny větrosnubné. Plodem je jednosemenná nažka. Hlavní kořen je vřetenový s mnoha postranními kořínky.

## Rozšíření
Konopí je teplomilná rostlina, ve střední a jižní Evropě se pěstuje v teplejších oblastech na neutrálních až mírně kyselých hlinitých půdách s dostatkem vláhy a dusíku v půdě. Konopí pochází ze stepí náhorních plošin střední Asie. Nakonec se podařilo upřesnit lokalitu právě na Tibetskou náhorní plošinu a jezero Čching-chaj-chu. Odtud se před zhruba 6 miliony let začalo šířit do Evropy a před 1,6 miliony let do východní Číny.

## Taxonomie
O taxonomii konopí se nejen mezi botaniky dosud vedou spory. Někdy se Cannabis považuje za monotypický taxon s označením Cannabis sativa, který se dále rozděluje na poddruhy C. sativa subsp. sativa a C. sativa subsp. indica Lam. Častější polytypický koncept ale počítá s rozdělením na dva druhy: C. sativa a C. indica nebo tři druhy: C. sativa L., C. indica Lam. a C. ruderalis Jan.

### Konopí seté

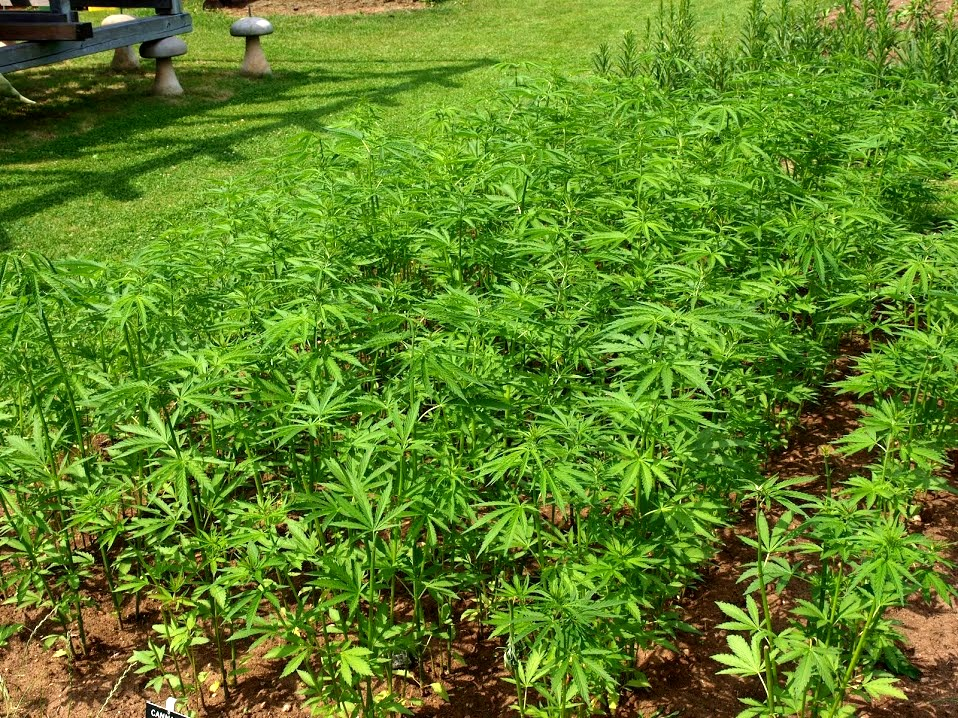
Záhon „technického“ konopí

Konopí seté (Cannabis sativa L.), je charakteristické svým dlouhým, štíhlým stonkem. Je to všestranně využitelná plodina. Jeho nejznámější využití je v textilní výrobě a také pro výrobu papíru. Ze stonku se po zpracování namáčením a třením získávají vlákna, která se spřádají. Z konopného textilního vlákna se vyrábějí provazce, lana, plachty, rohože i pytle velmi pevné a odolné proti vlhkosti a hnilobě. Z krátkých vláken se vyrábí např. koudel pro utěsňování šroubovaných spojů potrubí. Rostliny pěstované pro vlákno, textilní rostliny, mají mít co největší výšku a co nejméně kolének. Vlákniny je v rostlině asi 25 %, zbytek je dřevitá hmota – pazdeří, které se lisuje bez pojiva do briket pro spalování nebo se používá jako tepelně izolační materiál. Na území České republiky se konopí asi 40 let vůbec nepěstovalo, pěstování se obnovilo až v roce 1996. Zákon č. 167/1998 Sb., o návykových látkách určuje, které odrůdy je povoleno pěstovat.

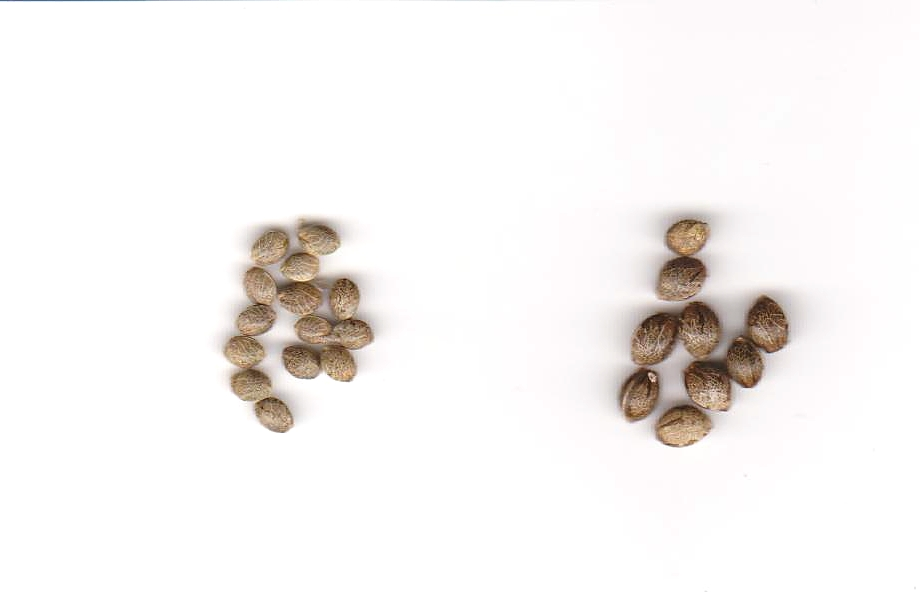
Semena rostlin konopí vyrostlých v Česku a ve Vietnamu.

Semena obsahují olej bohatý na vitaminy A, D, E.[zdroj?] Obsahuje omega-6 a omega-3 nenasycené mastné kyseliny v poměrném zastoupení 3:1 (přibližně stejné je zastoupení v lidském těle). Vylisovaný olej se používá v potravinářství, kosmetice, k výrobě mýdel, mazadel a barev. Pokrutiny zbylé po vylisování se zkrmují. Celá semena jsou pod tradičním názvem "semenec" běžně používána jako krmivo pro ptactvo. Obsahují dále mastné kyseliny (palmitová, stearová, olejová, linolová, linolenová).
Některé kultivary se stejně jako konopí indické pěstují pro léčebné a rekreační účinky, které poskytují jeho metabolity kanabinoidy (zejm. THC, CBD, CBC). Sušené listy a především samičí květenství se nazývají také marihuana, koncentrovaná pryskyřice se nazývá hašiš.
Po celosvětovém zákazu pěstování konopí v roce 1961, daném Jednotnou úmluvou OSN o omamných látkách, došlo postupně k vyšlechtění odrůd konopí setého se sníženým obsahem THC. V 80. letech uznala EU pěstování konopí s obsahem THC do 0,2 % pro technické či průmyslové účely a vznikl pojem technické či průmyslové konopí. V ČR umožňuje pěstování konopí (THC max. 1 %) Zákon č. 167/1998 Sb., o návykových látkách, který současně pěstitelům určuje i ohlašovací povinnost při osetí plochy nad 100 m2.
ČSÚ udává osetou plochu v ČR technickým konopím na 427 ha v roce 2015. Nárůst oproti roku 2014 o 300 ha je velmi výrazný.
Paragraf č. 285 trestního zákoníku od 1. 1. 2010 stanovil, zjednodušeně citováno, že ten kdo pro svou potřebu přechovává nebo pěstuje v malém množství konopí s obsahem THC nad 0,3% , dopouští se přestupku a může být potrestán pokutou až 15 000 Kč a ten kdo totéž činí s větším množstvím, dopouští se trestného činu. Nabízení nebo prodej je však vždy trestným činem.

### Konopí indické

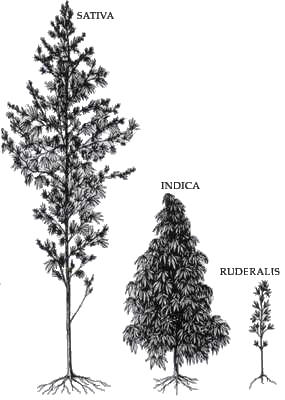
Relativní velikost odrůd Konopí

Konopí indické (Cannabis indica Lam.), je košatější než konopí seté a má širší listy. Má stejně jako konopí seté na listech a samičích květenství vrstvičku pryskyřice, která obsahuje kanabinoidy, pro které se především pěstuje.

### Konopí rumištní
Konopí rumištní (Cannabis ruderalis Jan.), je plevelnou rostlinou zavlečenou k nám ze sibiřské oblasti. Dorůstá výšky do 1,5 m, stonek je tenký, větvený, slabě olistěný. Jedná se o planou formu konopí, u které obsah delta-9-THC není významný. V Evropě se s ním běžně setkáme v Rumunsku či Bulharsku kolem cest, ale nalézt je můžeme i v Česku – podél Dyje či v oblasti Pálavy. Toto konopí však kvete velice rychle, a proto se používá ke šlechtění samonakvétacích odrůd (autoflowering), které kvetou během dvou až tří týdnů a dozrávají okolo dvou až tří měsíců.

## Historie
Konopí bylo používáno v mnoha civilizacích, od Asie po Evropu (a později Severní Ameriku) již od neolitu. Konopí se podle historiků v oblasti střední a východní Asie v různých formách využívá přinejmenším osm tisíc let. Zprvu v pokrmech, když se využívala zejména semena, která obsahují olej bohatý na některé vitamíny a žádoucí nenasycené mastné kyseliny, později ke zhotovování textilií. Přibližně v první polovině 3. tis. př. n. l. se konopí začalo užívat v čínské medicíně. Léčebné a později spirituální využití konopí má v Indii tradici dlouhou tisíce let. Ve spiritualitě indických sádhuů hraje konopí elementární roli.